# Idiops mossambicus
Idiops mossambicus är en spindelart som först beskrevs av Hewitt 1919.  Idiops mossambicus ingår i släktet Idiops och familjen Idiopidae.
Artens utbredningsområde är Moçambique. Inga underarter finns listade i Catalogue of Life.